# Conquista romana da Gália Cisalpina
A conquista da Gália Cisalpina foi uma série de conflitos cujo objetivo era a submissão dos povos que viviam na região da moderna planície Padana ocidental (conhecida na época como Ager Gallicus) iniciada no século III a.C., logo depois da Primeira Guerra Púnica, e terminada com a constituição da província romana em meados do século II a.C., pouco antes da Terceira Guerra Púnica. A pacificação total da região, já anexada, se estendeu até o século I a.C..
A conquista romana da Gália Cisalpina ("Gália deste lado dos Alpes") foi um processo gradual de longa duração. Nas palavras de Fergus Millar, "foi na Ligúria, nas terras celtas do vale do Pó, e na Venécia e Ístria que os romanos deste período exibiram uma combinação consistente e irredutível de imperialismo, militarismo, expansionismo e colonialismo. Apesar das fontes para o período serem poucas e fragmentárias, com exceção de Políbio, é impossível argumentar que os romanos tenham agido apenas defensivamente neste período. 

## Campo Gálico
Em 332 a.C. foi firmado entre Roma e os sênones da Gália um tratado de paz que, enquanto durou, garantiu um interlúdio de paz de cerca de trinta anos. Quase quarenta anos depois, em 295 a.C., no âmbito da Terceira Guerra Samnita, os sênones se aliaram aos úmbrios, etruscos e samnitas contra Roma. A coalizão, inicialmente vencedora (a Batalha de Arrécio), foi derrotada logo depois na grande Batalha de Sentino (295 a.C.). A derrota permitiu que Roma criasse o Campo Gálico e a fundação da colônia de Senigália (na moderna região das Marcas), um nome que ainda hoje permanece e guarda a memória dos povos gauleses que viviam ali. Em 283 a.C., esta primeira fase se concluiu e Roma pôde ocupar todo o território ao sul dos Apeninos depois de derrotar uma coalizão etrusco-sênone novamente na Batalha do Lago Vadimo (283 a.C.).

## Conquista da Gália
A província foi primeiro um comando militar (imperium) que podia ser entregue aos dois cônsules e a seis pretores, especialmente antes da anexação. Este comando militar era às vezes estendido além do mandato de um ano do magistrado eleito para aquele ano por mais um ou dois anos (prorogatio), o que permitia que os romanos mantivessem a continuidade de uma campanha militar em andamento sob o comando de oficiais experientes e também que se mantivesse sob controle a quantidade de pessoas autorizadas a assumir comandos militares. 
Depois de 42 a.C., a Cisalpina foi completamente anexada ao governo da cidade de Roma e não mais era considerada uma província; a administração passou a ser feita através de governos municipais como no resto da Itália.
Nas fontes romanas anteriores a cerca de 100 a.C., Gallia é um termo flexível que se refere frequentemente apenas à Gália Cisalpina, mas à vezes à Gália como uma totalidade pouco definida e, em outras, num sentido muito limitado, apenas à Gália Cispadana ("deste lado do rio Pó"). A tabela seguinte lista cônsules, pretores e promagistrados para a Gallia até 125 a.C., quando a administração da Cisalpina passa a ser considerada à luz dos eventos na Gália Transalpina. Depois de 197 a.C., comandantes de status pretoriano não mais foram empregados na Ligúria e nem contra os gauleses; as operações militares eram geralmente conduzidas pelos dois cônsules ou por um cônsul se o outro estivesse no exterior. Estão incluídos na lista ações militares e nomeações envolvendo a Ligúria, Venécia e Ístria quando há relação direta com a Gallia.

### Conquista dos ínsubres
Em 249 a.C., os boios pediram socorro aos gauleses que viviam do outro lado dos Alpes (a "Gália Transalpina"), iniciando uma nova crise que terminou em 225 a.C, ano no qual se registrou a última invasão gaulesa à Itália. Naquele ano, 50 000 soldados e 25 000 cavaleiros celtas atravessaram os Alpes para ajudar os gauleses cisalpinos. Estavam presentes as tribos dos ínsubres, boios e gesetas e a horda invasora conseguiu derrotar os romanos na Batalha de Fésulas, mas foram depois derrotados e massacrados pelos exércitos romanos na Batalha de Telamão, no mesmo ano, a norte da moderna Orbetello. Esta vitória abriu caminho para que os romanos conquistassem definitivamente o todo o norte da Itália, incluindo a montanhosa Ligúria.
Em 222 a.C, pela primeira vez um exército romano cruzou o rio Pó e invadiu a Gália Cisalpina. Na Batalha de Clastídio, os romanos conseguiram capturar a capital dos ínsubres, Mediolano (a moderna Milão). Para consolidar seu próprio domínio sobre a região, foram fundadas as colônias de Placência, no território dos boios, e Cremona, no dos ínsubres.
| Ano      | Comandantes militares romanos   | na função de | Observação |
| -------- | ------------------------------- | ------------ | --- |
| 238 a.C. | Tibério Semprônio Graco         | Cônsul       | Campanha militar na Ligúria |
| 238 a.C. | Públio Valério Falto            | Cônsul       | Lutou contra os boios e outras populações gaulesas |
| 236 a.C. | Públio Cornélio Lêntulo Caudino | Cônsul       | Lutou contra os boios e outras populações gaulesas, algumas das quais provenientes da Gália Transalpina; depois, lutou contra os lígures e celebrou um triunfo |
| 236 a.C. | Caio Licínio Varo               | Cônsul       | Lutou contra os boios e outras populações gaulesas |
| 233 a.C. | Q. Fábio Máximo Verrugoso       | Cônsul       | Venceu os lígures e construiu um templo dedicado ao deus Honos |
| 230 a.C. | Marco Emílio Bárbula            | Cônsul       | Participou da campanha na Ligúria com seu colega (ver próximo) |
| 230 a.C. | Marco Júnio Pera                | Cônsul       | Participou da campanha na Ligúria com a Marco Emílio Bárbula |
| 225 a.C. | Desconhecido                    | Pretor       | Derrotado por um exército de gauleses na Batalha de Fésulas, na Etrúria (ver próximo) |
| 225 a.C. | Lúcio Emílio Papo               | Cônsul       | Enviado inicialmente contra os gauleses em Arímino, depois da derrota do exército pretoriano em Fésulas, ficou na Etrúria, onde se juntou a Marco Atílio Régulo (ver próximo), na Batalha de Telamão (225 a.C.) contra os gauleses e os derrotou; celebrou um triunfo "De Galleis"; devastou o território dos boios e lígures                                                                                          |
| 225      | Marco Atílio Régulo             | Cônsul       | Uniu-se a Lúcio Emílio Papo depois de uma campanha militar na Sardenha; morreu na Batalha de Telamão |
| 224 a.C. | Tito Mânlio Torquato            | Cônsul       | Com seu colega, Quinto Fúlvio Flaco, conseguiu a rendição dos boios e foi o primeiro romano a atravessar o rio Pó, onde lutou com os ínsubres |
| 224 a.C. | Quinto Fúlvio Flaco             | Cônsul       | Atuou com Tito Mânlio Torquato (ver acima) |
| 223 a.C. | Caio Flamínio Nepos             | Cônsul       | Com seu colega (ver abaixo) lutou contra os ínsubres, obtendo um triunfo depois de uma votação popular, o que lhe valeu o título de primeiro dos populares, depois que o Senado recusou-se, por questões religiosas e políticas, concerder-lhe um. |
| 223 a.C. | Públio Fúrio Filo               | Cônsul       | Celebrou um triunfo "De Galleis et Liguribus" |
| 222 a.C. | Marco Cláudio Marcelo           | Cônsul       | Com seu colega consular (ver abaixo) combateu os ínsubres e os gesetas perto de Acerras; perseguiu uma força gaulesa atravessando o Pó e cercando Clastídio, onde conseguiu sua spolia opima; reunindo-se a Cipião, cercou e ocupou o importante ópido gaulesco de Mediolano, encerrando a guerra contra os ínsubres; celebrou um triunfo sobre eles e sobre os germânicos, além de dedicar um templo à deusa Virtude. |
| 222 a.C. | Cneu Cornélio Cipião Calvo      | Cônsul       | Com Marcelo, lutou em Acerras e Mediolano |

### Segunda Guerra Púnica
Os gauleses da Itália do norte se revoltaram novamente depois da invasão do general cartaginês Aníbal, no contexto da Segunda Guerra Púnica. Como aliados, os gauleses foram fundamentais para a vitória na Batalha do Lago Trasimeno (217 a.C.) e na Batalha de Canas (216 a.C.), duas terríveis derrotas para os romanos. Os boios conseguiram, por sua vez, bater os romanos na emboscada da Floresta Litana em 216 a.C.. Porém, depois da derrota de Aníbal em Zama (202 a.C.), os romanos se voltaram furiosamente contra os gauleses.
| Ano          | Comandantes militares romanos | na função de     | Observação |
| ------------ | ----------------------------- | ---------------- | --- |
| 218 a.C.     | Lúcio Mânlio Vulsão (?)       | Pretor peregrino | Enviado para comandar a Gália Cisalpina, foi atacado pelos boios no Cerco de Mutina |
| 218 a.C.     | Caio Atílio Serrano           | Pretor urbano    | Foi enviado à Gália Cisalpina para ajudar Mânlio contra os boios |
| 217 a.C.     | Caio Flamínio Nepos           | Cônsul           | Uma tradição dúbia coloca Flamínio como cônsul na Gália Cisalpina; morreu na Batalha do Lago Trasimeno |
| 217 a.C.     | Caio Centênio                 | Propretor        | Enviado para ajudar Flamínio, mas acabou aniquilado por Aníbal |
| 216-215 a.C. | Lúcio Postúmio Albino         | pretor           | Em 216 a.C., Postúmio Albino foi enviado à Gália Cisalpina como pretor. No ano seguinte, foi eleito cônsul, mas foi derrotado e morto pelos boios na emboscada da Floresta Litana.                                                   |
| 215–214 a.C. | M. Pompônio Matão             | Propretor        | Atuou no Ager Gallicus |
| 213–211 a.C. | Públio Semprônio Tuditano     | Pretor           | Capturou a cidade de Atrínio; Seu poder de imperium foi prorrogado na Gália Cisalpina |
| 211–210 a.C. | Caio Letório                  | Pretor peregrino | Foi enviado a Arímino; propretor do Ager Gallicus |
| 209–208 a.C. | Lúcio Vetúrio Filão           | Pretor peregrino | Foi encarregado da Gália Cisalpina e teve seu mandato prorrogado como propretor |
| 207 a.C.     | Marco Lívio Salinador         | Cônsul           | Enviado à Gália para enfrentar Asdrúbal Barca, que depois conseguiu derrotar na Batalha de Metauro |
| 207 a.C.     | Caio Cláudio Nero             | Cônsul           | Se juntou a Lívio Salinador (acima) |
| 207 a.C.     | Lúcio Pórcio Licino           | Pretor           | Legado de Salinador |
| 206 a.C.     | Quinto Mamílio Turrino        | Pretor peregrino | Foi mais tarde enviado à Gália para proteger as colônias de Cremona e Placência |
| 205–202 a.C. | Espúrio Lucrécio              | Pretor           | Seu poder de imperium foi prorrogado em Arímino; repeliu Magão Barca, que havia desembarcado na Ligúria, juntamente com Lívio Salinador (Raide no vale do Pó); teve a missão de reconstruir, entre 203 e 202 a.C., a cidade de Genoa |
| 204 a.C.     | Lúcio Escribônio Libão        | Pretor peregrino | Foi pretor da Gália Cisalpina |
| 204–203 a.C. | Marco Cornélio Cetego         | Procônsul        | Foi pretor da Gália Cisalpina; se juntou a Quintílio (ver abaixo) contra Magão |
| 203 a.C.     | Públio Quintílio Varo         | Pretor           | Lutou contra Magão perto de Arímino, na Cisalpina (Raide no vale do Pó) |
| 202 a.C.     | Marco Sexto Sabino            | Pretor           | Foi pretor da Gália Cisalpina |

### Ataques à Gália e a Ligúria
Os romanos derrotaram os boios sucessivamente na Batalha de Cremona (200 a.C.) e na Batalha de Mutina (193 a.C.). Se completava, com a submissão total dos boios, a conquista da Gália Cisalpina: poucos decênios depois, o historiador grego Políbio pôde testemunhar pessoalmente a quase completa ausência de celtas na planície Padana, expulsos ou confinados em algumas áreas sub-alpinas.
| Ano          | Comandantes militares romanos   | na função de         | Observação |
| ------------ | ------------------------------- | -------------------- | --- |
| 200 a.C.     | Lúcio Fúrio Purpúreo            | Pretor               | Sufocou uma revolta de gauleses e lígures; celebrou um triunfo sobre os primeiros depois da Batalha de Cremona                                                                                               |
| 199 a.C.     | Cneu Bébio Tânfilo              | Pretor               | Foi pretor da Gália Cisalpina; derrotado pelos ínsubres perto de Arímino, recebeu ordens de voltar para Roma                                                                                                 |
| 199–198 a.C. | Lúcio Cornélio Lêntulo          | Cônsul               | Recebeu a Itália como sua província, mas permaneceu na Gália depois da derrota de Bébio (ver anterior); seu comando foi prorrogado e recebeu o comando das forças romanas em 197 a.C.                        |
| 198 a.C.     | Caio Hélvio                     | Pretor               | Foi pretor da Gália Cisalpina |
| 197 a.C.     | Caio Cornélio Cetego            | Cônsul               | Os dois cônsules receberam a Itália como província consular. Cetego lutou contra os gauleses e celebrou um triunfo sobre ínsubres e cenomanos                                                                |
| 197 a.C.     | Quinto Minúcio Rufo             | Cônsul               | Lutou contra gauleses e lígures; seu triunfo lhe foi negado pelo Senado, mas celebrou um triunfo privado no monte Albano                                                                                     |
| 196 a.C.     | Lúcio Fúrio Purpúreo            | Cônsul               | Os dois cônsules receberam a Itália como província. Fúrio lutou contra gauleses e lígures |
| 196 a.C.     | Marco Cláudio Marcelo           | Cônsul               | Ver anterior: Lutou contra os boios e celebrou um triunfo |
| 195–194 a.C. | Lúcio Valério Flaco             | Cônsul               | Recebeu a Itália como província; lutou contra os gauleses; como procônsul, derrotou os ínsubres em Mediolano                                                                                                 |
| 195 a.C.     | Públio Pórcio Leca              | Pretor               | Seu comando foi criado para atacar as populações da Ligúria |
| 194 a.C.     | Tibério Semprônio Longo         | Cônsul               | Os dois cônsules foram enviados contra boios e lígures. Vitória romana na Batalha de Placência |
| 194 a.C.     | Públio Cornélio Cipião Africano | Cônsul               | Ver anterior: Cipião retornou a Roma para realizar as eleições do ano seguinte. |
| 193 a.C.     | Lúcio Cornélio Mérula           | Cônsul               | Recebeu a província da Gália Cisalpina; lutou contra boios na Batalha de Mutina e os derrotou definitivamente; sua atuação foi criticada por seus subordinados, motivo pelo qual lhe foi recusado um triunfo |
| 193–191 a.C. | Quinto Minúcio Termo            | Cônsul (e procônsul) | Com o quartel-general em Pisa, combateu os lígures, obtendo pequenos sucessos no primeiro ano; em 192 a.C., conseguiu uma vitória; permaneceu como procônsul em 191 a.C.                                     |
| 192 a.C.     | Lúcio Quíncio Flaminino         | Cônsul               | Recebeu a Itália e a Gália como província e realizou as eleições; lutou contra os lígures |
| 192–191 a.C. | Cneu Domício Enobarbo           | Cônsul               | Receberia uma província fora da Itália no caso de guerra contra Antíoco III e a Itália ou a Gália Cisalpina caso contrário; lutou contra os boios                                                            |
| 191–190 a.C. | Públio Cornélio Cipião Násica   | Cônsul               | Sucedeu a Domício e derrotou os boios, recebendo um triunfo por isto; como procônsul, anexou territórios boios à República Romana                                                                            |
| 190–189 a.C. | Caio Lélio                      | Cônsul               | Recebeu a Itália como província, comandou os exércitos da Gália Cisalpina |
| 189 a.C.     | Lúcio Bébio Dives               | Pretor               | Havia recebido o comando da Hispânia Ulterior, mas foi emboscado pelos lígures e ferido. Atravessou os Alpes e acabou em Massília, onde morreu                                                               |
| 188 a.C.     | Marco Valério Messala           | Cônsul               | Com base em Pisa, lutou contra os lígures |
| 188 a.C.     | Caio Lívio Salinador            | Cônsul               | Recebeu a Gália Cisalpina como província; fundou Forum Livii |
| 187 a.C.     | Marco Fúrio Crássipo            | Pretor               | Desarmou de forma ilegal os cenomanos e, por isto, foi obrigado a deixar sua província para seu sucessor, Marco Emílio Lépido                                                                                |
| 187 a.C.     | Marco Emílio Lépido             | Cônsul               | Restituiu as armas aos cenomanos (veja anterior) e deu início à construção da Via Emília. Os dois cônsules receberam o comando da Ligúria, que foi devastada                                                 |
| 187 a.C.     | Caio Flamínio                   | Cônsul               | Devastou a Ligúria com Lépido (ver anterior) e submeteu os frinitatos e os apuanos; construiu depois uma estrada que levava de Bonônia até Arrécio                                                           |
| 186 a.C.     | Espúrio Postúmio Albino         | Cônsul               | Os dois cônsules receberam a Ligúria como província, mas ficaram ocupados com os preparativos da Bacanália o ano inteiro (veja Senatus consultum de Bacchanalibus).                                          |
| 186 a.C.     | Quinto Márcio Filipo            | Cônsul               | Invadiu o território dos apuanos, mas sofreu pesadas perdas |
| 185 a.C.     | Ápio Cláudio Pulcro             | Cônsul               | Conseguiu uma vitória sobre os ingaunos da Ligúria |
| 185 a.C.     | Marco Semprônio Tuditano        | Cônsul               | Devastou o território dos apuanos na Ligúria |
| 184 a.C.     | Públio Cláudio Pulcro           | Cônsul               | Os dois cônsules receberam a província da Ligúria |
| 184–183 a.C. | Lúcio Pórcio Licino             | Cônsul               | Ver anterior: como cônsul, ordenou que Marcelo (ver abaixo) levasse sua legião até a Venetia |

### Expansão para o Vêneto e a Ístria
O avanço continuou para a região nordeste (modernas regiões do Vêneto e a Ístria) depois da fundação da colônia romana de Aquileia, em 181 a.C., no território dos antigos cárnios:
| “ | No mesmo ano [181 a.C.] foi fundada no território dos gauleses a colônia de Aquileia. 3 000 soldados receberam 50 jugeri cada um, os centuriões, 100, e os cavaleiros, 140. Os triúnviros [coloniis deducendis] que fundaram a colônia foram Públio Cornélio Cipião, Caio Flamínio e Lúcio Mânlio Acidino | ” |
|   | — Lívio, Ab Urbe Condita XL, 34.2-3. |   |

Era uma colônia de direito latino com a função prioritária de barrar a entrada das populações limítrofes de cárnios e ístrios (que não eram gauleses), que ameaçavam as províncias orientais dos romanos na Itália. A cidade era inicialmente um posto avançado militar que serviria como base às futuras campanhas romanas na região e, mais tarde, como "quartel-general" para a expansão romana até o Danúbio. Os primeiros colonos foram 3 000 veteranos com suas respectivas famílias vindas do Sâmnio, um total de cerca de 20 000 pessoas, aos quais se juntou um grupo de vênetos (que também não eram gauleses); mais tarde, em 169 a.C., outras 1 500 famílias seguiram para lá.
Durante todo período, irromperam inúmeras revoltas entre os povos gauleses, especialmente na Ligúria, que só foi pacificada na década de 150 a.C..
| Ano          | Comandantes militares romanos | na função de     | Observação |
| ------------ | ----------------------------- | ---------------- | --- |
| 183–181 a.C. | Marco Cláudio Marcelo         | Cônsul           | Os dois cônsules receberam a Ligúria, mas Marcelo marchou até Aquileia (Venetia) para impedir uma invasão de gauleses transalpinos; conseguiu iniciar uma guerra contra os ístrios. Seu comando foi prorrogado como procônsul e recebeu reforços; consultou o Senado quando os lígures foram se render a ele ao invés de fazê-lo ao cônsul daquele ano (ver abaixo); em 181 a.C., era esperado que tivesse um sucessor, mas marchou para ajudar Paulo (ver abaixo) na Ligúria |
| 183–182 a.C. | Quinto Fábio Labeão           | Cônsul           | Ver posterior: seu comando foi prorrogado como procônsul |
| 183 a.C.     | Lúcio Júlio César             | Pretor           | Recebeu um exército para evitar um cerco dos gauleses transalpinos a Aquileia sem precisar entrar em guerra; Lívio recorda seus grandes esforços diplomáticos, que incluíam Caio Valério Flaco como pretor peregrino. Enviou embaixadores gauleses ao Senado Romano |
| 182–181 a.C. | Cneu Bébio Tânfilo            | Cônsul           | Lutou com sucesso na Ligúria, mas teve que voltar para presidir as eleições; retornou depois como procônsul (veja acima, em 199 a.C.), mas enviou suas tropas ao pretor da Sardenha |
| 182–181 a.C. | Lúcio Emílio Paulo Macedônico | Cônsul           | Enviado à Ligúria, continuou depois de seu mandato como procônsul; foi atacado, mas venceu-os de modo decisivo. A submissão dos ingaunos lhe valeu um triunfo |
| 181–180 a.C. | Públio Cornélio Cetego        | Cônsul           | Recebeu a Ligúria como provícina; com Bébio (ver abaixo), derrotou os apuanos e celebrou um triunfo |
| 181–180 a.C. | Marco Bébio Tânfilo           | Cônsul           | Com Cornélio Cetego, recebeu a Ligúria como província, mas teve que voltar para Roma para presidir as eleições. Retornou depois como procônsul; derrotou os apuanos em Sâmnio e celebrou um triunfo |
| 181 a.C.     | Quinto Petílio Espurino       | Pretor urbano    | Recebeu ordens de realizar um novo alistamento militar forçado para reforçar os exércitos na Ligúria e os enviou para lá depois para encerrarem as operações |
| 181 a.C.     | Quinto Fábio Máximo           | Pretor peregrino | Recebeu o comando que era de Espurino (veja anterior); entregou a resposta do Senado aos lígures que queriam a paz |
| 181–180 a.C. | Quinto Fábio Buteão           | Pretor           | Recebeu a Gália Cisalpina como província; invadiu a Ístria, perto de Aquileia; seu mandato foi prorrogado como propretor |
| 180 a.C.     | Aulo Postúmio Albino Lusco    | Cônsul           | Recebeu, com o colega (veja abaixo), a Ligúria |
| 180 a.C.     | Caio Calpúrnio Pisão          | Cônsul           | recebeu, com o colega (veja acima), a Ligúria, mas morreu numa epidemia de peste no início de seu mandato, o que resultou em novas incursões dos apuanos |
| 180 a.C.     | Quinto Fúlvio Flaco           | Cônsul sufecto   | Recebeu a província da Ligúria em substituição a Pisão; deportou mais de 7 000 apuanos para Sâmnio |
| 179 a.C.     | Quinto Fúlvio Flaco           | Cônsul           | Os dois cônsules receberam a Ligúria. Fúlvio deportou um certo número de lígures das montanhas para a Itália central e impediu o assentamento de populações provenientes da Gália Transalpina na Itália celebrò quindi il trionfo |
| 179 a.C.     | Lúcio Mânlio Acidino Fulviano | Cônsul           | Irmão de Fúlvio Flaco, recebeu também a Ligúria como província (ver acima) |
| 178–177 a.C. | Aulo Mânlio Vulsão            | Cônsul           | Recebeu a província da Gália Cisalpina, que utilizou como plataforma para lançar uma campanha militar na Ístria; expulso de seu acampamento pelos ístrios, o reconquistou e os derrotou; seu comando foi prorrogado e conseguiu receber a rendição da maior parte dos ístrios |
| 178–177 a.C. | Marco Júnio Bruto             | Cônsul           | Recebeu a Ligúria, mas, depois da derrota dos ístrios, se juntou a colega em Aquileia; obrigado a aceitar a submissão dos ístrios, mas, depois de uma disputa, foram removidos do comando pelo cônsul Cláudio (ver abaixo) |
| 178–177 a.C. | Tibério Cláudio Nero          | Pretor peregrino | Enviado de Roma para organizar um novo exército para suceder ao de Bruto (ver anterior) em Pisa, na Ligúria; continuou no ano seguinte, como procônsul, no comando de uma legião |
| 177–176 a.C. | Caio Cláudio Pulcro           | Cônsul           | Enviado à Ístria; depois de uma disputa com seu predecessor e procônsul, forçou o término da guerra contra ístrios e obrigou seu rei, Epulão, a submeter-se; sufocou uma revolta na Ligúria e celebrou um triunfo sobre ístrios e lígures. Depois de presidir as eleições, marchou para Gália para atacar os lígures perto de Mutina; seu comando foi prorrogado e conseguiu reocupar Mutina, antes de devolvê-la aos lígures                                                 |
| 177 a.C.     | Cneu Cornélio Cipião (?)      | Pretor           | Foi pretor da Gália Cisalpina. Sua identidade é desconhecida |
| 176 a.C.     | Quinto Petílio Espurino       | Cônsul           | Recebeu a Ligúria, onde morreu em combate |
| 176 a.C.     | Caio Valério Levino           | Cônsul sufecto   | Lutou na Ligúria |
| 175 a.C.     | Públio Múcio Cévola           | Cônsul           | Com seu colega, iniciou uma campanha na Ligúria e celebrou um triunfo |
| 175 a.C.     | Marco Emílio Lépido           | Cônsul           | Ver anterior |
| 173 a.C.     | Lúcio Postúmio Albino         | Cônsul           | Recebeu a Ligúria como província, mas foi enviado para a Campânia para recuperar terras públicas que estavam sendo utilizadas ilegalmente |
| 173–172 a.C. | Marco Popílio Lenas           | Cônsul           | Recebeu a Ligúria e escravizou os statelliates; ignorou as tentativas do Senado de inverter sua ação; continuou na região como procônsul, sempre lutando contra os statelliates e se recusou a voltar até que foi obrigado por dois tribunos da plebe; censurado pelo Senado e perseguido pelos tribunos, conseguiu escapar de uma condenação pela leniência do pretor que presidiu o tribunal que o julgou                                                                   |
| 172 a.C.     | Caio Popílio Lenas            | Cônsul           | Recebeu a Ligúria como província, onde continuou as injustiças iniciadas pelo seu irmão Marco (ver acima), apesar das críticas do Senado |
| 171 a.C.     | Caio Cássio Longino           | Cônsul           | Recebeu a Itália, mas atuou na Gália; foi preso por um decreto do Sendo quando tentou atacar a Macedônia através da Ilíria; serviu como tribuno militar em 171 a.C. sob o cônsul em Aulo Hostílio Mancino para evitar ter que enfrentar as reclamações formas feitas pelos gauleses sobre as injustiças cometidas durante seu mandato |
| 170 a.C.     | Aulo Atílio Serrano           | Cônsul           | Um ano tranquilo na Ligúria e na Gália |
| 169–168 a.C. | Cneu Servílio Cepião          | Cônsul           | Recebeu a Itália como província, serviu na Gália no ano seguinte |
| 168–167 a.C. | Caio Licínio Crasso           | Cônsul           | Recebeu a Itália como província e, depois da Batalha de Pidna, foi para a Gália, provavelmente para liberar Servílio Cepião; seu comando foi prorrogado e acabou enviado como legado à Macedônia; foi substituído na Gália por Élio Peto (ver seguinte) |
| 167 a.C.     | Quinto Élio Peto              | Cônsul           | Comandou a Gália |
| 167 a.C.     | Marco Júnio Peno              | Cônsul           | Comandou a Ligúria |
| 166 a.C.     | Marco Cláudio Marcelo         | Cônsul           | Venceu os gauleses dos passos alpinos e celebrou um triunfo |
| 166 a.C.     | Caio Sulpício Galo            | Cônsul           | Venceu os lígures e celebrou um triunfo |
| 162 a.C.     | Caio Márcio Fígulo            | Cônsul           | Recebeu a Gália Cisalpina como província, mas acabou sendo obrigado, por causa de maus auspícios, obrigado a renunciar |
| 159–158 a.C. | Marco Fúlvio Nobilior         | Cônsul           | Recebeu o comando da Ligúria e, como procônsul, celebrou um triunfo sobre os lígures de Velia |
| 155 a.C.     | Marco Cláudio Marcelo         | Cônsul           | Ver acima (166 a.C.); pôs fim a uma revolta dos lígures apuanos e celebrou um triunfo |
| 154 a.C.     | Quinto Opímio                 | Cônsul           | Marchou para ajudar Massília, uma cidade aliada dos romanos, contra os gauleses transalpinos, os lígures oxíbios e deciatas; conseguiu uma rápida vitória |
| 146 a.C.     | Ópio (?)                      | Pretor           | Conseguiu uma vitória sobre os gauleses |
| 135 a.C.     | Sexto Atílio Serrano          | Procônsul        | Nomeado para a Gália, fixou as fronteiras de Vicetia e Ateste |

## Província romana
Não se sabe exatamente quando a região da Gália Cisalpina foi transformada em uma província romana. A historiografia moderna oscila entre o fim do século II a.C. e a época de Sula (começo do século I a.C.). Sabe-se que, em 89 a.C., foi aprovada uma lei de Pompeu Estrabão (Lex Pompeia de Gallia Citeriore) que conferiu às cidades de Mediolano e outras a dignidade de colônia romana. Em dezembro de 49 a.C, Júlio César, com a Lex Roscia, concedeu a cidadania romana aos habitantes da província  e, em 42 a.C., aboliu a província, tornando a Gália Cisalpina uma parte integrante da Itália romana.